# Machač Murtazaliev
Machač Dalgatovič Murtazaliev (in russo Махач Далгатович Муртазалиев?; 4 giugno 1984) è un ex lottatore russo, specializzato nella lotta libera.

## Palmarès

### Olimpiadi
- 1 medaglia:
  - 1 bronzo (Atene 2004 nei 66 kg)

### Mondiali
- 2 medaglie:
  - 2 ori (Budapest 2005 nei 66 kg; Baku 2007 nei 74 kg)